# Kaarlo Kangasniemi
Kaarlo Olavi Kangasniemi (Kullaa, Leineperi, Finnország, 1941. február 4. –) olimpiai bajnok finn súlyemelő.
Kangasniemi nyerte 1968-ban a mexikói olimpián Finnország eddigi egyetlen aranyérmét súlyemelésben. Október 19-én győzött a 90 kilósok súlycsoportjában 517,5 kilogramm összeredménnyel.
Azóta egész Finnország számára ő „Kulta-Kalle” (Arany Kalle).

## Fordítás
Ez a szócikk részben vagy egészben  a   Kaarlo Kangasniemi című finn Wikipédia-szócikk ezen változatának fordításán alapul.  Az eredeti cikk szerkesztőit annak laptörténete sorolja fel. Ez a jelzés csupán a megfogalmazás eredetét és a szerzői jogokat jelzi, nem szolgál a cikkben szereplő információk forrásmegjelöléseként.